# Římskokatolická farnost – děkanství Rumburk
Římskokatolická farnost – děkanství Rumburk (lat. Rumburgium) je církevní správní jednotka sdružující římské katolíky na území města Rumburk a v jeho okolí. Organizačně spadá do děčínského vikariátu, který je jedním z 10 vikariátů litoměřické diecéze. Centrem farnosti je kostel svatého Bartoloměje v Rumburku.

## Historie farnosti
Datum založení farnosti není známo. Matriky jsou vedeny od roku 1711. Od roku 1894 je v Rumburku děkanství.

### Duchovní správcové vedoucí farnost
Začátek působnosti jmenovaného v duchovní správě farnosti od:
- 1645   Thomas kanovník z Budyšína
- Andreas kanovník z Budyšína
- Tilman Blank S.J.
- 165?    Andreas comes Berchtold
- 1658   Carolus Höpfner
- 1668   Godefridus. Reinisch
- 1670   Reinisch
- 1671   G. K. Wünsche
- 1701   Martinus Bern. Just
- Friedfeld
- Gregorius Just
- Caspar. Seyfried
- Balth. Lumpe
- 1722   Anton. Fl. Schossig
- 1760   Joannes. Anton. Hieber
- 1767   Jos. Libisch
- 1796   Godefr. Ernst, † 10. 4. 1808
- 1808   Philipp. Watznauer, n. 26. 12. 1767  Reichenberg, 26. 7. 1791, † 23. 12. 1830
- 1831   Ign. Wünsche, n. 9. 3. 1786 S. Křečany, o. 30. 8. 1808, † 14. 7. 1832
- 1832   par. vacat, cap. Jos. Moritz, Jos. Mauder
- 1832   Jos. Mauder, n. 6. 12. 1800 Kravaře, o. 24. 8. 1824, † 6. 10. 1874
- 1864   Anton. Moeller, n. 6. 1. 1814 Reichenberg, o. 20. 8. 1837, † 1875
- 1875   Jos. Stoessel, n. 15. 11. 1824 Leipa, o. 25. 7. 1849, † 31. 8. 1893
- 1893   par. vacat, admin. int. Wencesl. Dlask
- 1895   Anton. Ulbrich, n. 17. 1. 1853 Georgenthal., o.  15. 7. 1876, † 16. 3. 1921
- 1922   Joann. Fabich, n. 4. 1. 1878 Schluckenau, o. 14. 7. 1901, † 10. 6. 1931
- 1932   dec. vacat, admin. Ludwig Seifert
- 1933   Frid. Fischer, n. 31. 7. 1880 Theresienstadt, o. 24. 7. 1904, † 2. 4. 1946
- 1. 12. 1942   Anton. Schwarz, n. 6. 4. 1899 Raunek, o. 25. 6. 1922, † 23. 2. 1979
- 19. 9. 1946   Joann. Onderka
- 22.5. 1950   Aug. Šumbera
- 1950   Anton Danišovič OFM
- 20. 2. 1951   Jaroslav Dostálek
- 1. 5.  1951    Mojmír Melan
- 13. 10. 1952 Bohuslav Čálek
- 9. 3.  1955    Alois Frajt
- 15. 3. 1965   Josef Dobiáš
- 1. 10. 1974   Ladislav Vybíral
- 1. 7.  1982   Karel Efrém Kovařík OFM
- 1. 1.  1985    Stanislav Havlas
- 1. 6.  1985    František Jirásek
- 1. 7.  1988    Jan Fexa
- 1. 11. 1992   Jozef Kujan SDB
- 1. 11. 1997   Miroslav Maňásek SDB
- 1. 3.  2001    Václav Dvořák SDB
- 1. 7.  2001    Miroslav Dibelka SDB
- 1. 8.  2002    Jiří Veselý SDB
- 1. 7.  2003   Pavel Kadlečík SDB, děkan
  - 1. 9. 2011 Hynek Černoch SDB, farní vikář
  - 1. 9. 2017 Antonín Koman SDB, výpomocný duchovní
- 1. 9.  2018   Jozef Kujan SDB, děkan
  - 1. 9. 2021 František Ptáček, SDB, farní vikář[3]

Kromě kněží stojících v čele farnosti, působili ve farnosti v průběhu její historie i jiní kněží. Většinou pracovali jako farní vikáři, kaplani, katecheté, výpomocní duchovní aj.

## Území farnosti
Do farnosti náleží území obce:
- Antonínovo údolí (Antonithal[p 2])
- Dolní Křečany (Nieder Ehrenberg[p 2])
- Horní Jindřichov (Oberhennersdorf[p 2])
- Poustka-Popluží (Wustegut-Vorwerk[p 2])
- Rumburk (Rumburg[p 2])

## Římskokatolické sakrální stavby na území farnosti
| | Fotografie | Stavba                       | Místo              | Bohoslužby                      | Zeměpisné souřadnice             | Status                   | Číslo kulturní památky           |
| Kostely | Kostely    | Kostely                      | Kostely            | Kostely                         | Kostely                          | Kostely                  | Kostely                          |
| --- | ---------- | ---------------------------- | ------------------ | ------------------------------- | -------------------------------- | ------------------------ | -------------------------------- |
| 1. |            | Kostel sv. Bartoloměje       | Rumburk            | bližší informace o bohoslužbách | 50°57′5″ s. š., 14°33′24″ v. d.  | farní kostel             | 31766/5-5036 (Pk•MIS•Sez•Obr•WD) |
| 2. |            | Kostel sv. Vavřince          | Rumburk            | bližší informace o bohoslužbách | 50°57′13″ s. š., 14°33′16″ v. d. | filiální kostel          | 19486/5-3864 (Pk•MIS•Sez•Obr•WD) |
| Kaple |            |                              |                    |                                 |                                  |                          |                                  |
| 3. |            | Kaple sv. Josefa             | Rumburk, děkanství | bližší informace o bohoslužbách | 50°57′7″ s. š., 14°33′21″ v. d.  | kaple                    | —                                |
| 4. |            | Loretánská kaple Panny Marie | Rumburk            | bližší informace o bohoslužbách | 50°57′12″ s. š., 14°33′17″ v. d. | loretánská kaple         | 19486/5-3864 (Pk•MIS•Sez•Obr•WD) |
| 5. |            | Kaple sv. Jana Křtitele      | Rumburk            | bližší informace o bohoslužbách | 50°57′19″ s. š., 14°33′55″ v. d. | kaple                    | 29942/5-3865 (Pk•MIS•Sez•Obr•WD) |
| 6. |            | Hřbitovní kaple              | Rumburk            | bohoslužby příležitostně        | 50°56′39″ s. š., 14°33′15″ v. d. | hřbitovní kaple          | —                                |
| 7. |            | Kaple svaté Alžběty Durynské | Dolní Křečany      | bohoslužby příležitostně        | 50°57′36″ s. š., 14°32′2″ v. d.  | kaple                    | —                                |
| Zaniklé objekty |            |                              |                    |                                 |                                  |                          |                                  |
| 8. |            | Kaple svaté Anny             | Dolní Křečany      | nelze sloužit                   | 50°57′39″ s. š., 14°32′15″ v. d. | zbořená výklenková kaple | —                                |
| Některé drobné sakrální stavby a pamětihodnosti lze dohledat zde v databázi Drobné sakrální památky Zaniklé sakrální stavby lze dohledat zde v databázi Poškozené a zničené kostely, kaple a synagogy v České republice |            |                              |                    |                                 |                                  |                          |                                  |

Ve farnosti se mohou nacházet i další drobné sakrální stavby, místa římskokatolického kultu a pamětihodnosti, které neobsahuje tato tabulka.

## Farní obvod
Z důvodu efektivity duchovní správy byl vytvořen farní obvod (kolatura) sestávající z přidružených farností spravovaných excurrendo z Rumburku.  Přehled těchto kolatur je v tabulce farních obvodů děčínského vikariátu.